# Dariusz Dudka
Dariusz Dudka, poljski nogometaš, * 9. december 1983, Kostrzyn nad Odrą, Poljska.
Dudka je nekdanji nogometni branilec, nazadnje je igral za Lech Poznań. 